# Долинне (Феодосійський район)
Доли́нне (до 1948 року — Ак-Чора́, Туву́ш-Акчора́, крим. Tuvuş Aqçora) — село Феодосійського району Автономної Республіки Крим. Розташоване на півдні району.

## Населення
Згідно з переписом УРСР 1989 року чисельність наявного населення села становила 160 осіб, з яких 73 чоловіки та 87 жінок.
За переписом населення України 2001 року в селі мешкали 193 особи.

### Мова
Розподіл населення за рідною мовою за даними перепису 2001 року:
| Мова              | Відсоток |
| ----------------- | -------- |
| кримськотатарська | 63,45 %  |
| російська         | 27,92 %  |
| українська        | 7,61 %   |
| молдовська        | 0,51 %   |
| угорська          | 0,51 %   |